# Orphanodendron bernalii
Orphanodendron bernalii é uma espécie vegetal da família Fabaceae.
Apenas pode ser encontrada na Colômbia.